# Heinrich Haussler

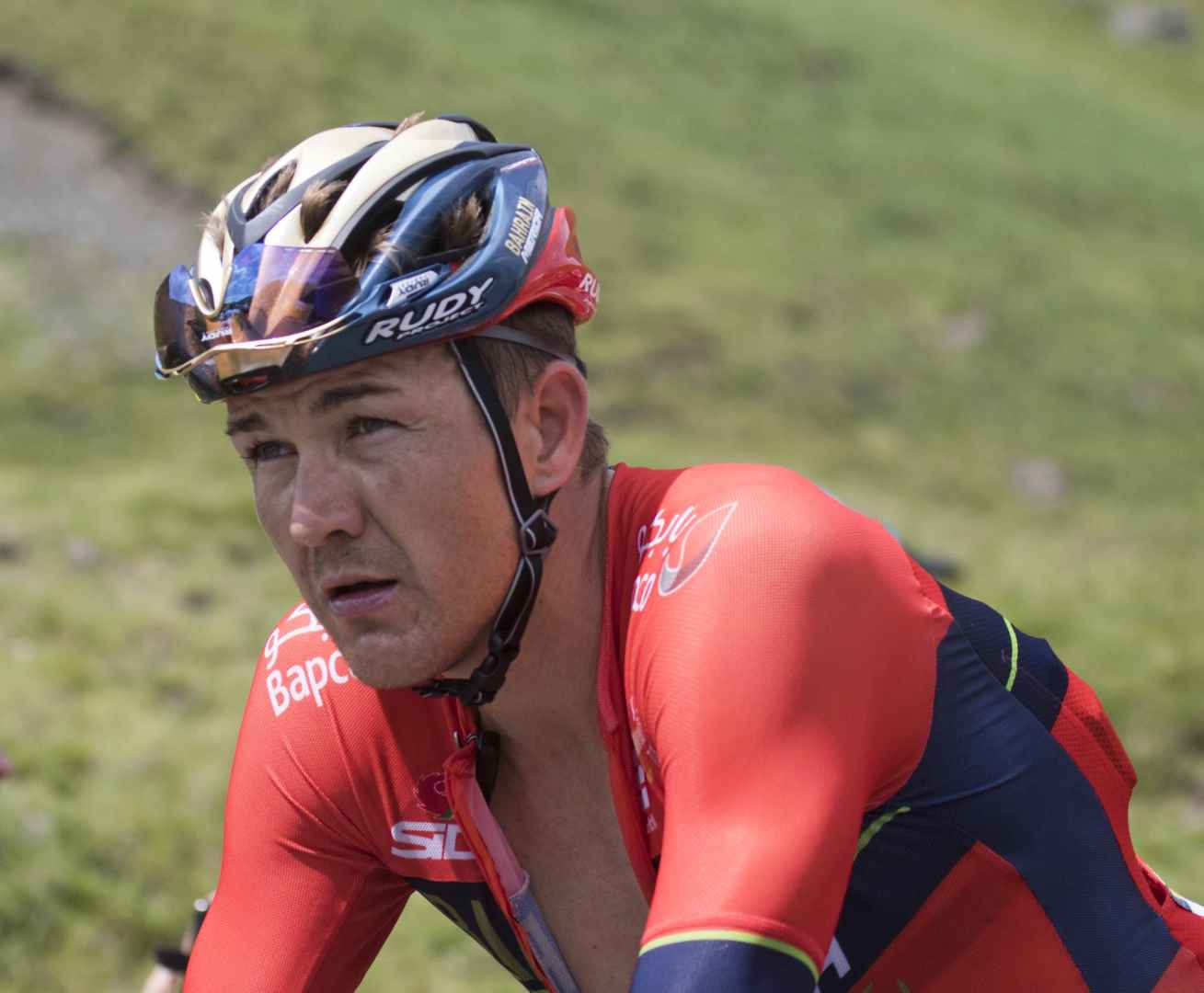
Haussler bei der Tour de France 2018

Heinrich Haussler (* 25. Februar 1984 in Inverell, New South Wales, Australien) ist ein ehemaliger deutsch-australischer Radrennfahrer und aktueller Sportlicher Leiter.

## Sportlicher Werdegang
Heinrich Haussler wuchs in Inverell (Australien) auf. Da sein Vater aus Deutschland stammt, besaß er bis zum Juli 2010 auch die deutsche Staatsbürgerschaft. Im Alter von fast 15 Jahren verließ er auf Anraten eines deutschen Bekannten sein Geburtsland und kam zuerst zu seiner Großmutter nach Spiesen-Elversberg bei Saarbrücken. Bei seinem Bekannten bei Nürnberg wohnend, absolvierte er seine ersten Rennen für den RC Herpersdorf und wechselte bald nach Cottbus.
Seine erste Station als Radprofi bestritt Haussler beim Team Gerolsteiner, nachdem er im Vorjahr als Stagiaire beim T-Mobile-Team fuhr. Seinen ersten Erfolg als Radprofi feierte er 2005 mit dem Sieg der 19. Etappe der Vuelta a España, den er sich durch den Sprintsieg einer vierköpfigen Spitzengruppe sichern konnte.
Das Jahr 2009 war sein bis dahin erfolgreichstes: Ihm gelangen zweite Plätze bei den Klassikern Mailand–Sanremo und der Flandern-Rundfahrt sowie ein Etappensieg bei der Tour de France. Bei Mailand-Sanremo eröffnete er den Sprint für seinen Kapitän Thor Hushovd, zog den Sprint durch als sich eine Lücke auftat und wurde erst kurz vor dem Ziel von Mark Cavendish abgefangen. Bei der Flandern-Rundfahrt setzte er sich einen Kilometer vor dem Ziel aus einer Verfolgergruppe ab und wurde Zweiter hinter Stijn Devolder. Auf der 13. Etappe der Tour gewann er nach einer Alleinfahrt über 200 km eine von Regenfällen geprägte Vogesenetappe mit 4:11 Minuten Vorsprung vor Amets Txurruka.
Anfang April 2009 gab Haussler bekannt, ab 2010 für die Nationalmannschaft seines Geburtslandes Australien starten zu wollen. Jedoch gab der Weltverband UCI im August bekannt, dass der Antrag auf einen Wechsel der Startnation abgelehnt wurde, mit der Begründung, dass Haussler bereits im Jugendbereich für Deutschland bei Weltmeisterschaften gefahren sei und daher ein Wechsel nicht in Frage komme. Somit blieb er auch weiterhin nur für Deutschland startberechtigt. Im Juli 2010 hat Haussler die deutsche Staatsangehörigkeit aufgegeben. Infolgedessen konnte er zukünftig bei Weltmeisterschaften für sein Geburtsland Australien starten.
In der Saison 2010 konnte Haussler mit dem Gewinn der ersten Etappe bei der Tour de Suisse einen weiteren Sieg seinem Palmarès hinzufügen. Nachdem das Cervélo TestTeam nach der Saison aufgelöst worden war, wechselte er zur Folgesaison zum Team Garmin-Sharp. Auch für sein neues Team gelangen ihm 2011 erneut zwei Etappensiege, 2012 blieb er jedoch trotz zahlreicher Podiumsplatzierungen ohne zählbaren Erfolg.
Zur Saison 2013 wurde Haussler Mitglied im Team IAM Cycling. Den ersten Erfolg erzielte er mit dem Gewinn der letzten Etappe der Bayern-Rundfahrt, bevor er sich bei der sechsten Etappe der Tour de Suisse 2013 bei einem Massensturz einen Becken- und Hüftbruch zuzog und erst zum Saisonende wieder um den Sieg fahren konnte. 2014 war er erneut bei der Bayern-Rundfahrt erfolgreich. Zu Beginn des Jahres 2015 gewann Haussler die australische Meisterschaft im Straßenrennen, dabei entschied er den Sprint einer siebenköpfigen Spitzengruppe für sich. Dieser Sieg blieb der letzte seiner Karriere.
2017 wurde Haussler Mitglied im neu gegründeten Bahrain Merida Pro Cycling Team. Aufgrund einer Sturzverletzung aus dem Vorjahr musste er jedoch im Januar am Knie operiert werden und hatte insgesamt nur 17 Renntage. Auch in den Folgejahren blieb er ohne persönlichen Erfolg, aufgrund seiner Erfahrung und anhaltenden Motivation wurde sein Vertrag jedoch mehrfach verlängert. In den letzten Jahren seiner Karriere nahm er vorrangig Aufgaben als Helfer und als road captain wahr.
Im April 2023 beendete Haussler seine aktive Karriere aufgrund von anhaltenden Herzproblemen und kündigte an, in die sportlichen Leitung seines Teams Bahrain Victorious zu wechseln, wurde aber im Juni 2023 Sportlicher Leiter im Team Bora-hansgrohe.

## Erfolge
2005
- eine Etappe Vuelta a España

2006
- zwei Etappen und Punktewertung Murcia-Rundfahrt
- eine Etappe Rheinland-Pfalz-Rundfahrt
- zwei Etappen Circuit Franco-Belge

2007
- eine Etappe Niedersachsen-Rundfahrt
- eine Etappe Dauphiné Libéré

2008
- eine Etappe Bayern-Rundfahrt

2009
- zwei Etappen und Punktewertung Algarve-Rundfahrt
- eine Etappe Paris-Nizza
- GP Schwarzwald
- eine Etappe Tour de France
- eine Etappe Tour du Poitou Charentes

2010
- eine Etappe Tour de Suisse

2011
- zwei Etappen Tour of Qatar
- Punktewertung Paris-Nizza
- eine Etappe Tour of Beijing

2013
- eine Etappe Bayern-Rundfahrt

2014
- eine Etappe Bayern-Rundfahrt

2015
- Australischer Meister – Straßenrennen

## Grand-Tour-Platzierungen
| Grand Tour            | 2005 | 2006 | 2007 | 2008 | 2009 | 2010 | 2011 | 2012 | 2013 | 2014 | 2015 | 2016 | 2017 | 2018 | 2019 |
| --------------------- | ---- | ---- | ---- | ---- | ---- | ---- | ---- | ---- | ---- | ---- | ---- | ---- | ---- | ---- | ---- |
| Giro d’ItaliaGiro     | –    | –    | –    | –    | –    | –    | –    | –    | –    | –    | 107  | 99   | –    | –    | –    |
| Tour de FranceTour    | –    | –    | 128  | 124  | 94   | –    | –    | –    | –    | DNF  | –    | –    | –    | 125  | –    |
| Vuelta a EspañaVuelta | 54   | 92   | –    | DNF  | –    | –    | 102  | –    | –    | –    | –    | –    | –    | –    | 132  |

| Monument                 | 2005 | 2006 | 2007 | 2008 | 2009 | 2010 | 2011 | 2012 | 2013 | 2014 | 2015 | 2016 | 2017 | 2018 | 2019 | 2020 | 2021 | 2022 | 2023 |
| ------------------------ | ---- | ---- | ---- | ---- | ---- | ---- | ---- | ---- | ---- | ---- | ---- | ---- | ---- | ---- | ---- | ---- | ---- | ---- | ---- |
| Mailand–Sanremo          | –    | –    | DNF  | 131  | 2    |      | 18   | 68   | 13   | 68   | 80   | 7    | –    | 33   | 106  | –    | 157  | –    | –    |
| Flandern-Rundfahrt       | 89   | DNF  | 107  | 90   | 2    |      | 61   | 30   | 6    | –    | 26   | DNF  | –    | 25   | 33   | –    | 20   | DNF  | –    |
| Paris–Roubaix            | 25   | 73   | DNF  | 58   | 7    |      | DNF  | 32   | 11   | 91   | 80   | 6    | –    | 20   | 14   | –    | 10   | –    | –    |
| Lüttich–Bastogne–Lüttich | –    | –    | –    | –    | –    | –    | –    | –    | –    | –    | –    | –    | –    | –    | –    | –    | DNF  | –    | –    |
| Lombardei-Rundfahrt      | DNF  | –    | –    | –    | –    | –    | –    | –    | –    | –    | –    | –    | –    | –    | –    | –    | –    | –    | –    |